# Жуниор Мораес
Алуи́зио Ша́вес Рибе́йро Мора́ес Жу́ниор Насиме́нту (порт.-браз. Aluísio Chaves Ribeiro Moraes Júnior Nasciménto; 4 апреля 1987, Сантус) — бразильский и украинский футболист, нападающий. Выступал за сборную Украины.

## Ранние годы
Жуниор Мораес родился 15 апреля 1987 года в городе Сантус. Его отец играл в футбол на профессиональном уровне, выступал за «Фламенго» и «Сантос». Мать — занималась теннисом. Также у него есть старший брат Бруно Мораес, который также играет в футбол на профессиональном уровне.
Начал играть в футбол в четырёхлетнем возрасте, позже занимался футболом в школе «Сантоса», где вместе с ним играл Робиньо.

## Клубная карьера
В 2006 году попал в «Сантос». В команде дебютировал 13 мая 2007 года в матче против «Спорт Ресифи» (4:1), Мораес вышел на 61 минуте вместо Жонаса. Всего за «Сантос» в чемпионате Бразилии он провёл 16 матчей и забил два гола (в ворота «Ботафого» и «Фламенго»), также провёл 2 матча в Кубке Либертадорес 2007 против «Гремио». В 2007 году вместе с командой выиграл Лигу Паулисту.
В 2008 году выступал на правах аренды за «Понте-Прету». Позже играл за «Санту-Андре» и сыграл в команде два матча и забил один гол в чемпионате Бразилии, провёл семь матчей и забил один гол в Лиге Паулисте.
В начале 2010 года перешёл в румынскую «Глорию» из города Бистрица, клуб за него заплатил 10 тысяч евро. В чемпионате Румынии дебютировал 20 февраля 2010 года в домашнем матче против «Тимишоары» (0:0), в этом матче Мораес получил жёлтую карточку. Во второй половине сезона 2009/10 Жуниор Мораес забил 10 мячей в 17 матчах и стал лучшим бомбардиром своей команды. Летом 2010 года появилась информация о том, что Мораес может перейти в донецкий «Шахтёр» или румынские «Стяуа», «Рапид» или «Васлуй».
По итогам опроса газеты Gazeta Sporturilor, Мораес был признан лучшим легионером чемпионата Румынии в 2010 году, также он стал лучшим нападающим чемпионата. Всего за «Глорию» он провёл 32 матча и забил 18 мячей в чемпионате Румынии.
В феврале 2011 года подписал трёхлетний контракт с донецким «Металлургом». Клуб за него заплатил 1 250 000 евро, Мораес хотел перейти в «Стяуа», с которым он вёл переговоры на протяжении шести месяцев. С «Металлургом» он вёл переговоры всего два дня, к тому же донецкому клубу его порекомендовал Мариан Алиуцэ. Также он мог перейти в российский клуб «Краснодар».

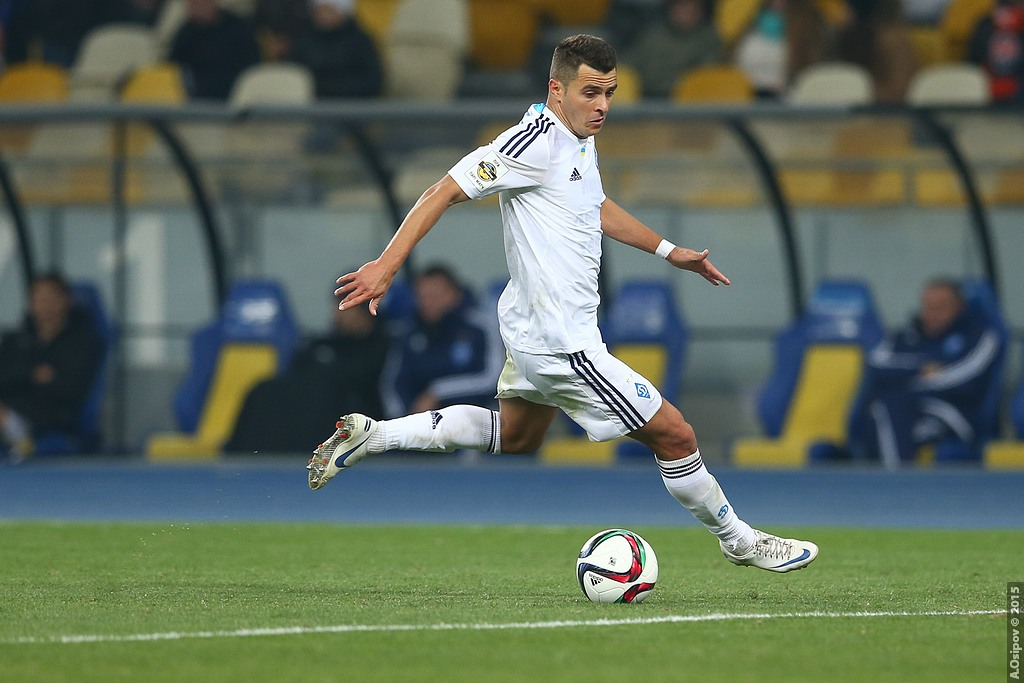
Мораес в составе «Динамо» (Киев)

В «Металлурге» дебютировал 12 февраля 2011 года в товарищеском матче против казахстанского «Локомотива» (3:0), Мораес вышел на 61 минуте вместо Чиприана Тэнасэ.
После окончания 20-го чемпионата Украины перешёл в софийский ЦСКА. Забив в сезоне 2011/12 16 мячей, он стал лучшим бомбардиром болгарского чемпионата, завоевав со своим клубом серебряные медали.
18 июля 2012 года Жуниор Мораес возвращается в Донецк, подписав трёхлетний контракт с «Металлургом».
22 мая 2015 года перешёл в киевское «Динамо». Контракт подписан сроком на три года. В феврале 2017 года перешёл на правах аренды в китайский «Тяньцзинь Цюаньцзянь». По окончании сезона 2017/18 покинул «Динамо».
18 июня 2018 года заключил двухлетнее соглашение с донецким «Шахтёром» в статусе свободного агента, чем вызвал бурное негодование среди болельщиков его бывшего клуба, киевского «Динамо», как главного конкурента «Шахтёра» в борьбе за чемпионство.
25 августа 2019 года, в поединке 5 тура украинского чемпионата с ФК «Мариуполь» (5:1) Жуниор Мораес забил 100-й мяч в украинской карьере, став 16-м игроком, достигшим этого рубежа в составе отечественных команд за годы независимости.

## Карьера в сборной
Указом Президента Украины от 15 марта 2019 года получил гражданство Украины.
19 марта 2019 года получил дебютный вызов в сборную Украины на поединки отборочного турнира к Евро-2020 против сборных Португалии и Люксембурга. Дебютировал 22 марта в матче против сборной Португалии (0:0), заменив на 76-й минуте Романа Яремчука.
26 марта 2019 года португальское СМИ MaisFutebol рассказало о нарушениях при натурализации, в связи с чем Федерация футбола Люксембурга подала протест в ФИФА, который был отклонен.
28 марта 2021 года забил свой первый гол за сборную Украины в домашнем матче второго тура отборочного турнира чемпионата мира 2022 против сборной Финляндии (1:1), открыв счёт на 80-й минуте игры. Он стал самым возрастным автором дебютного гола в составе сборной Украины — Мораес забил гол в возрасте 33 лет 358 дней (ранее самым возрастным игроком, который забил дебютный гол за сборную Украины, был Эдмар, другой уродженец Бразилии, который впервые отметился голом в ворота сборной Сан-Марино (9:0) в 2013 году в возрасте 33 лет и 82 дней).

## Достижения

### Командные
«Сантос»
- Победитель Лиги Паулисты: 2007

«Динамо» (Киев)
- Чемпион Украины: 2015/16
- Обладатель Суперкубка Украины: 2016
- Серебряный призёр чемпионатов Украины (2): 2016/17, 2017/18

«Тяньцзинь Цюаньцзянь»
- Бронзовый призёр чемпионата Китая: 2017

«Шахтёр» (Донецк)
- Чемпион Украины (2): 2018/19, 2019/20
- Обладатель Кубка Украины: 2018/19

### Личные
- Лучший бомбардир чемпионата Болгарии: 2011/12 (16 голов, совместно с Иваном Стояновым)
- Лучший бомбардир чемпионата Украины (2): 2018/19 (19 голов), 2019/20 (20 голов)
- Член бомбардирского Клуба Олега Блохина: 135 голов.
- Член бомбардирского Клуба Максима Шацких: 100 голов.
- Член бомбардирского Клуба Сергея Реброва: 103 гола.

## Личная жизнь
Женат. Двое детей — сын Исак Лука Мародин (2014 г. р.), дочь (2017 г. р.) Мария-Жулия.
18 марта 2019 года принял гражданство Украины.